# Mycodiplosis
Mycodiplosis är ett släkte av tvåvingar. Mycodiplosis ingår i familjen gallmyggor.

## Dottertaxa tillMycodiplosis, i alfabetisk ordning[1]
- Mycodiplosis asiatica
- Mycodiplosis beliae
- Mycodiplosis buhri
- Mycodiplosis coimbatorensis
- Mycodiplosis cylindrica
- Mycodiplosis emarginata
- Mycodiplosis erysiphes
- Mycodiplosis explicata
- Mycodiplosis filipendulae
- Mycodiplosis fraxinicola
- Mycodiplosis fungicola
- Mycodiplosis fungiperda
- Mycodiplosis gloeopeniophorae
- Mycodiplosis glycyrrhizae
- Mycodiplosis gymnosporangii
- Mycodiplosis hemileiae
- Mycodiplosis heterosaetosa
- Mycodiplosis indica
- Mycodiplosis inimica
- Mycodiplosis insularis
- Mycodiplosis isosaetosa
- Mycodiplosis kittabhakshi
- Mycodiplosis kraussei
- Mycodiplosis ligulata
- Mycodiplosis ligustrinaphila
- Mycodiplosis limbata
- Mycodiplosis longiterminalis
- Mycodiplosis loniceracarpae
- Mycodiplosis melampsorae
- Mycodiplosis nitrariae
- Mycodiplosis oidii
- Mycodiplosis padi
- Mycodiplosis pteridiis
- Mycodiplosis pucciniacola
- Mycodiplosis pucciniae
- Mycodiplosis pulsatillae
- Mycodiplosis pulvinariae
- Mycodiplosis rotundata
- Mycodiplosis saundersi
- Mycodiplosis simulacri
- Mycodiplosis simulaeri
- Mycodiplosis sphaerothecae
- Mycodiplosis spondiasi
- Mycodiplosis sussilaginis
- Mycodiplosis thoracica
- Mycodiplosis tianschanicus
- Mycodiplosis tremulae
- Mycodiplosis triticina